# レッスルマニアIII
レッスルマニアIII（レッスルマニアスリー、WrestleMania III）は、1987年3月29日にアメリカ合衆国のプロレス団体WWE（当時はWWF）が開催した年間最大の興行およびPPVの名称である。

## 概要
- 観客動員数である9万3173人は、2010年にカウボーイズ・スタジアムにて行われたNBAオールスターによる10万8713人という記録に更新されるまで世界のインドア・スポーツのイベントにおける過去最高の観客動員数であった[1][2][8][9]。
- 全米160の劇場にてクローズドサーキット方式で放映され、数百万人が視聴したと推定されている[1]。PPVによる収入は約1000万ドルに達した[10]。
- リッキー・スティムボート対ランディ・サベージ戦はメイン戦と並ぶ盛り上がりをみせ、後にWWEから発売されたレッスルマニアXXのDVD特典に収録されている、WWEのスーパースター達が選ぶレッスルマニア名勝負トップ10において4位にランクインし、プロレスリング・イラストレーテッドやレスリング・オブザーバーの両紙においても87年の年間最高試合に選出されている。
- オープニングではアレサ・フランクリンが "美しきアメリカ" を独唱した。

## 結果
- ○カンナム・コネクション (リック・マーテル&トム・ジンク) vs ドン・ムラコ&"カウボーイ" ボブ・オートン (w / ミスター・フジ)●

- △ビリー・ジャック・ヘインズ vs ハーキュリーズ (w / ボビー・ヒーナン)△

- ○ヒルビリー・ジム、リトル・ビーバー&ザ・ハイチ・キッド vs キングコング・バンディ、リトル・トーキョー&ザ・ロード・リトルブルック●

- ○ハーリー・レイス (w / ボビー・ヒーナン&ファビュラス・ムーラ) vs ジャンクヤード・ドッグ●

- ○ザ・ドリーム・チーム (ブルータス・ビーフケーキ&グレッグ "ザ・ハンマー" バレンタイン) (w / ジョニー・バリアント&ディノ・ブラボー) vs ファビュラス・ルージョー・ブラザーズ (レイモンド・ルージョー&ジャック・ルージョー)●

- 敗者髪切り戦 -Hair vs. Hair Match-

○"ラウディ" ロディ・パイパー vs "アドラブル" アドリアン・アドニス(w / ジミー・ハート)●
- ○ハート・ファウンデーション (ブレット・ハート&ジム・ナイドハート) &ダニー・デービス（英語版） (w / ジミー・ハート) vs ブリティッシュ・ブルドッグス (ダイナマイト・キッド&デイビーボーイ・スミス) &ティト・サンタナ●

- ○"ザ・ナチュラル" ブッチ・リード (w / スリック) vs ココ・B・ウェア●

- WWFインターコンチネンタル王座戦 -WWF Intercontinental Championship-

●"マッチョマン" ランディ・サベージ(c) (w / ミス・エリザベス) vs リッキー "ザ・ドラゴン" スティムボート (w / ジョージ "ジ・アニマル" スティール)○
- ○ホンキー・トンク・マン (w / ジミー・ハート) vs ジェイク "ザ・スネーク" ロバーツ (w / アリス・クーパー)●

- ○アイアン・シーク&ニコライ・ボルコフ (w / スリック) vs ザ・キラー・ビーズ (ジム・ブランゼル&ブライアン・ブレアー)●

- WWF世界ヘビー級王座戦 -WWF Championship-

○ハルク・ホーガン (c) vs アンドレ・ザ・ジャイアント (w / ボビー・ヒーナン)●